# 美工圖案

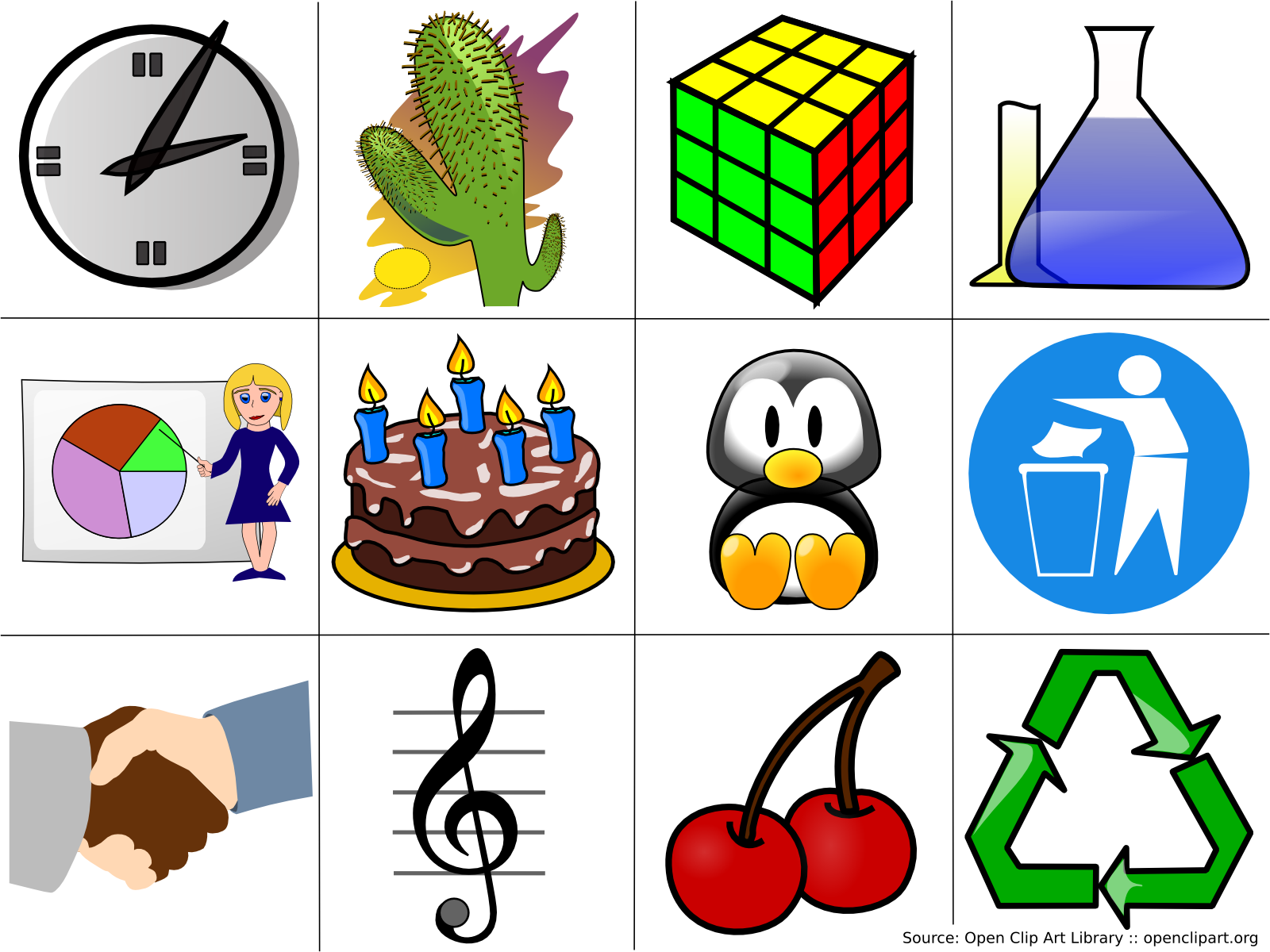
美工圖案範例 (來源: 開放美工圖庫)

美工圖案是複製或切割自原有的印刷品的圖案或；說明媒介的預製圖像。不論取自由公有領域的書籍或專門的美術書籍，由這種書籍中取出的圖案都會受到版權保護。美工圖案有多種形式，包括電子印刷版，印刷版和照相排版。然而，今天的大多數美工圖案都是以電子形式創建，分發和使用的。現在，美工圖案已經發展到包括各種各樣的內容，例如文件格式，插圖樣式和許可限制。 剪貼畫通常僅由插圖（由手或計算機軟件創建）組成，並且不包括商業攝影。

## 歷史

### 桌面出版
術語“剪貼畫/美工圖案”（clipart）源於通過從已有的印刷作品中物理切割圖像以用於其他出版項目的實踐。在桌面出版中，出現計算機之前，人們用粘貼製作美工圖案。
現代，許多美工圖案都被認為是線條藝術。在製作美工圖案過程中：
1. 手工剪切的美工圖案，然後用粘合劑到附著到成品的刻度尺寸的板上。
2. 添加通過照相排版創建的文本和藝術
3. 之後，完成相機就緒（英语：Camera-ready）稱為機械。

自90年代以來，幾乎所有出版社都用桌面出版取代了粘貼過程。

### 熱潮
在1981年推出大量生產的個人計算機，IBM PC和Mac之後，桌面讓美工圖案牽引熱潮。在IBM PC，第一個專業繪製美工圖案軟件VCN ExecuVision於1983年推出。 讓美工圖案用於商業和其他類型的機會大增。
Mac和其他使用GUI為桌面提供了使其成為消費者現實所需的工具。
LaserWriter 激光打印機（1985年末推出），以及1985年的軟件製造商Aldus PageMaker，幫助實現專業品質的桌面出版成為現實， 消費者台式電腦。

## 版權保護
公司或大型機構的徽標、吉祥物與其出版物通常不會作為美工圖案用。而個人製作的美工圖案通常會取自那些不用交付版權費的非公有領域來源，如彩圖畫冊、報紙、雜誌與那些專門製作美工圖案的雜誌，但這些出版物皆受版權保護，不可自由使用。

### 版權問題
大部份美工圖案受到版權問題的影響，給予一定價格銷售。
電子美工圖案通常是簡單而實用的圖案，其擴展自美工圖案的概念。其主要在文書處理與報告上使用，所以其主要是基本且簡單的圖案。其色彩主要是8位元組或更少，因為其只是信息傳送的附件。
受版權保護的商業美工圖案，如微軟美工圖案影響更大。
Open Clip Art Library可以自由使用，它們大多在公有領域或相近的自由授權下發放。
非商业项目的免费剪贴画。 （页面存档备份，存于）